# Kováčovce
Kováčovce (maďarsky Szécsénykovácsi) jsou obec v okrese Veľký Krtíš na Slovensku. Součástí obce je od roku 1898 i osada Peťov (maďarsky Pető).

## Geografie
Území obce se nachází na hranici s Maďarskem, kterou zde tvoří řeka Ipeľ. Na druhé straně (levém břehu) této řeky je maďarská ves Pőstyénypuszta (slovensky Piešťany), která je místní částí města Szécsény.

## Historie
První písemná zmínka o obci (pod názvem Koachy) pochází z roku 1295. V roce 1828 měla obec 29 domů a 351 obyvatel. Zabývali se zemědělstvím. V roce 1925 došlo ke vzpouře pro nespravedlivé uskutečnění pozemkové reformy. V letech 1938 až 1944 byla obec připojena k Maďarsku.

## Památky
- Kurie rodiny Szentiványi, barokně–klasicistní stavba z 18. století. Objekt byl přestavěn v 19. století. Jedná se o jednopodlažní blokovou stavbu s tříosým portikem.
- Kurie rodiny Herrmann, rokokově–klasicistní stavba z 19. století. Jedná se o jednopodlažní pětiosou stavbu na půdorysu obdélníku se dvěma portiky.
- Kurie rodiny Himmler, jednopodlažní stavba na půdorysu písmene L, stojí v části Peťov.
- Kurie Percsinových v Peťově, dnes v havarijním stavu, z jednopodlažní stavby stojí jen obvodové zdi.

## Doprava
Na slovenské silnici III/2616 je silniční hraniční přechod Kováčovce, Peťov – Szécsény, Pösténypuszta. Přes řeku Ipeľ vede 75,1 m dlouhý Katalin most (maďarsky Katalin-híd).